# Santana do Ipanema
Santana do Ipanema este un oraș în statul Alagoas (AL) din Brazilia.